# Kamia Yousufi
Kamia Yousufi 
(persiska: کیمیا یوسفی;), även Kimia Yusuf, född 20 maj 1996 i Mashhad i Iran, är en afghansk friidrottare som tävlar i kortdistanslöpning.
Yousufi kommer från en idrottsintresserad familj från   Kandahar i Afghanistan som lever i exil i Iran. Hon utbildade sig till ingenjör på Kabuls universitet och började med friidrott som sjuttonårig. År 2014 blev hon afghansk mästare på 100 meter löpning.
Hon var fanbärare vid Olympiska sommarspelen 2016 i Rio de Janeiro där hon deltog i försöken på 100 meter löpning och satte afghanskt rekord med 14,02 sekunder. År 2018 deltog hon i  
Asiatiska spelen i Indonesien, men slogs ut i försöken.
Vid Olympiska sommarspelen 2020 i Tokyo var hon en av fem deltagare från Afghanistan. Hon satte ett nytt afganskt rekord med 13,29 sekunder i försöken på 100 meter löpning och var fanbärare vid öppningsceremonin.